# Conseil de la Choura des révolutionnaires de Benghazi
Le Conseil de la Choura des révolutionnaires de Benghazi (arabe : مجلس شورى ثوار بنغازي, Majlis Shura Thuwar Benghazi) est une alliance de groupes islamistes et djihadistes fondée le 20 juin 2014 en Libye.

## Histoire

### Composition
Le Conseil de la Choura des révolutionnaires de Benghazi est formé le 20 juin 2014 dans la ville de Benghazi. Il est composé principalement d'Ansar-al-Charia, de la Brigade des martyrs du 17 février et de la Brigade Rafallah al-Sahati. Un autre groupe, les Brigades de défense de Benghazi, apparaît quant à lui en juin 2016,.
Le conseil de choura est soutenu jusqu'en 2016 par le gouvernement de Tripoli et les brigades de Misrata. À Benghazi, les groupes du Conseil de choura s'allient également avec l'État islamique,,.

### Actions
Pendant trois ans, de 2014 à 2017, le Conseil de la Choura des révolutionnaires de Benghazi bataille contre l'Armée nationale libyenne (ANL), dirigée par le général Khalifa Haftar. À la fin de l'année 2017, la ville de Benghazi est entièrement reconquise par l'ANL,,.